# Gentlemen Take Polaroids
Gentlemen Take Polaroids — четвёртый студийный альбом английской группы Japan, вышедший в ноябре 1980 года на лейбле Virgin Records.

## Об альбоме
Gentlemen Take Polaroids продолжил направление предыдущих альбомов группы, сочетая синтезаторы и традиционные инструменты, хотя имел более атмосферное звучание. Это был последний альбом с участием гитариста Роба Дина. Первый релиз в Великобритании не имел большого успеха (где он достиг только # 45 места). Позже альбом стал «золотым» на BPI в 1986 году и преодолел отметку в 100 000 проданных копий.
Альбому предшествовал выход заглавного трека, который был выпущен в качестве сингла в октябре 1980 года и достиг № 60 (первый сингл группы, попавший в британский Топ 100). Ещё один сингл «Nightporter» (созданный под влиянием произведений французского композитора Эрика Сати, в особенности его композиции Gymnopedies), был выпущен в ноябре 1982 года. Он достиг № 29 в чарте синглов Великобритании. Альбом был переиздан в 2003 году, со слегка различными обложками (взяты с фотосессии для фронтальной обложки) и три бонус-трека.

## Список композиций
1. «Gentlemen Take Polaroids» — 7:08
2. «Swing» — 6:23
3. «Burning Bridges» — 5:23
4. «My New Career» — 3:52
5. «Methods of Dance» — 6:53
6. «Ain’t That Peculiar» — 4:40
7. «Nightporter» — 6:57
8. «Taking Islands in Africa» — 5:12

Бонус-треки, включенные в переиздание 2003 года
1. «The Experience of Swimming» — 4:04
2. «The Width of a Room» — 3:14
3. «Taking Islands in Africa (Steve Nye remix)» — 4:53

## Участники записи
- Силвиан, Дэвид — вокал, синтезатор (ARP Omni, Oberheim OB-X, Minimoog, Roland System 700), фортепьяно, гитара
- Mick Karn — безладовый бас, гобой, саксофон
- Steve Jansen — барабаны, клавишные (Roland System 700, Sequential Circuits Prophet 5), ударные
- Richard Barbieri — клавишные(Roland System 700, Micromoog, Polymoog, Prophet 5, Oberheim OB-X, Roland Jupiter 4), секвенсор, фортепьяно
- Rob Dean — гитара, гобой
- Фотография (на обороте) — Nicola Tyson
- Титульная фотография, оформление обложки — Stuart McLeod

## Хит-парады

### Альбом
| Год  | Хит-парад           | Высшая позиция |
| ---- | ------------------- | -------------- |
| 1980 | Oricon Albums Chart | 51             |
| 1980 | UK Albums Chart     | 51             |

### Сингл
| Год  | Сингл                    | Хит-парад        | Высшая позиция |
| ---- | ------------------------ | ---------------- | -------------- |
| 1980 | Gentlemen Take Polaroids | UK Singles Chart | 60             |
| 1982 | Nightporter              | UK Singles Chart | 29             |